# Giovanni II di Opole
Giovanni II di Opole detto il Buono (in polacco Jan II Dobry; circa 1460 – Racibórz, 27 marzo 1532) fu duca di Opole-Brzeg (fino al 1481)-Strzelce-Niemodlin nel 1476 (con i suoi fratelli come co-reggenti durante il 1476), signore di Gliwice (nel 1494), Toszek (nel 1495), Niemodlin (di nuovo, nel 1497), Bytom (nel 1498), Koźle (nel 1509) e Racibórz (nel 1521).
Apparteneva al ramo slesiano della dinastia polacca dei Piasti, che era il ramo più antico della prima dinastia reale polacca.
Nacque come secondo figlio del duca Nicola I di Opole dalla moglie Maddalena, figlia del duca Ludovico II di Brieg (Brzeg).
Durante la sua lunga vita Giovanni II condusse il piccolo ducato di Opole ad un notevole sviluppo economico. E' da menzionare anche la sua costante acquisizione di terre nell'Alta Slesia, che lo rese uno dei più potenti sovrani slesiani.

## Biografia

### Le prime attività politiche
Dopo la morte di suo padre e del fratello maggiore Luigi nel 1476, Giovanni II inizialmente condivise il governo del Ducato con suo fratello minore Nicola II. Ben presto, però, probabilmente ancora nel 1476, i fratelli decisero di fare la divisione dei loro domini: Giovanni II assunse i governi di Opole, Strzelce e Brzeg, mentre Nicola II ricevette Niemodlin. Tuttavia, questa divisione era solo una formalità poiché i due fratelli continuarono a governare insieme l'intero territorio ereditato.
I primi anni del governo di Giovanni II non furono fortunati. In realtà, nel 1477 insieme a Nicola II, il duca acquistò Prudnik dal duca Corrado X di Oleśnica.
Il 27 giugno 1497 Nicola II fu decapitato nel mercato di Nysa per volere di Casimiro II, duca di Cieszyn, del duca Enrico I di Ziębice e del vescovo di Breslavia, Jan IV Roth. Dopo aver appreso la notizia di questi eventi a Nysa, Giovanni II decise di vendicare la morte di suo fratello e iniziò a radunare truppe per compiere una brutale spedizione di rappresaglia contro Cieszyn. Solo attraverso le mosse diplomatiche del re Ladislao II Jagellone e l'assenza di sostegno alla guerra tra i suoi vicini, impedirono la guerra civile in Slesia.

### Espansione del ducato
Dal 1490 Giovanni II iniziò un notevole sviluppo dei suoi domini. Grazie all'aumento dei debiti di diversi sovrani slesiani, nel giro di pochi anni il duca di Opole divenne proprietario di quasi la maggior parte dell'Alta Slesia. Solo Cieszyn (Teschen) mantenne la sua indipendenza, mentre Oświęcim (Auschwtiz) fu annessa alla Polonia. La crescita del Ducato di Opole fu lenta ma continua: nel 1494 fu acquistata Gliwice e un anno dopo (nel 1495) fu acquistata anche Toszek. Nel 1497, dopo la morte di Nicola II, Niemodlin fu ereditata da Giovanni II, nel 1498 fu acquistata Bytom e il castello di Świerklaniec con i suoi privilegi, e infine nel 1509 fu annessa Koźle.

### L'eredità di Racibórz
Dopo tutte le acquisizioni territoriali, solo l'intero sud del confine slesiano era governato dai duchi di Racibórz, della dinastia Przemyslide. Il primo contratto di eredità reciproca con l'allora duca Giovanni V fu stipulato intorno al 1478, probabilmente in occasione del matrimonio tra Giovanni V e Maddalena di Opole, sorella di Giovanni II. Tuttavia, fu solo dopo la morte inaspettata dei figli maggiori di Giovanni V (e nipoti di Giovanni II) Nicola VI e Giovanni VI nel 1506 e la presa del fratello più giovane e unico sopravvissuto, Valentin, del pieno governo su Racibórz, che fu ripreso il vecchio trattato con il duca di Opole.
Il contratto formale di eredità reciproca fu stipulato nel 1511 tra il duca Valentin, senza figli, e Giovanni II. Il contratto, che contava l'approvazione del re Ladislao II Jagellone, entrò in vigore dopo la morte di Valentin nel 1521: Giovanni II ereditò il Ducato di Racibórz, che fu unito al Ducato di Opole. Il nuovo Ducato di Opole-Racibórz copriva un'area dai fiumi Ścinawa e Nysa Kłodzka a ovest, i Sudeti e il fiume Vistola a sud e i confini con la Polonia a est e nord. Questo rappresentava un territorio delle dimensioni di 12.000 chilometri quadrati.
Fin dall'inizio del suo regno, Giovanni II era favorevole alla cultura polacca, manteneva contatti regolari con i re di Polonia Giovanni I Alberto, Alessandro e Sigismondo I il Vecchio. Ci sono anche alcuni indizi che Giovanni II conoscesse solo le lingue polacca e ceca (il ceco era la lingua ufficiale in Slesia).
Giovanni II probabilmente preferiva rimanere nei suoi domini e raramente lasciò Opole. È noto un solo caso in cui il duca di Opole si allontanò dal suo ducato, nel 1476, quando si recò in Puglia come inviato del re Mattia Corvino d'Ungheria, per scortare la sua sposa Beatrice, figlia del re Ferdinando I di Napoli.
Giovanni II aveva una passione per la caccia nelle foreste dell'Alta Slesia; per questa attività utilizzò ingenti somme di denaro.

### Privilegi
Giovanni II per favorire lo sviluppo economico dei suoi domini concesse vari privilegi e divenne famoso in particolare per l'Ordunek Górny emesso il 16 novembre 1528 a Opole, che era una carta di privilegi per sviluppare l'attività mineraria nel Ducato; in cambio dei privilegi concessi alle città, Giovanni II riceveva una parte dei profitti delle miniere. Tra i beneficiari dei privilegi c'era Tarnowskie Góry, che divenne una delle città più grandi e prospere dell'Alta Slesia. Poco prima della sua morte nel 1531, Giovanni II concesse anche privilegi ai cittadini di Opole e Racibórz contro le crescenti oppressioni della nobiltà (il cosiddetto Privilegio Hanuszowy).

### Morte e successione
Giovanni II non si sposò mai né ebbe figli. Il motivo, secondo fonti attendibili, era che era impotente. Di conseguenza, molti anni prima della sua morte, Giovanni II vide la competizione tra vari sovrani per la sua eredità. Candidati per i domini furono, tra gli altri, il re di Boemia (in primo luogo Luigi II Jagellone e dal 1526 Ferdinando I d'Asburgo), Zdenko Lew, burgravio di Praga, e i duchi Casimiro II di Cieszyn e Federico II di Legnica. Una inizialmente minima possibilità di essere dichiarato erede di Giovanni II fu di Giorgio, margravio di Brandeburgo-Ansbach; tuttavia il margravio ottenne l'appoggio del re Luigi II e in particolare il favore del vecchio duca di Opole. La morte di Luigi II e la successione di Ferdinando I d'Asburgo nel Regno Boemo-Ungarico misero a repentaglio le possibilità di Giorgio di Brandeburgo. Solo dopo la firma di un trattato a Praga il 17 giugno 1531 e il pagamento di 183.333 fiorini al re Ferdinando I lo convinsero ad accettare la candidatura del margravio di Ansbach.
Giovanni II, l'ultimo membro maschio del ramo di Opole dei Piast, morì a Racibórz il 27 marzo 1532 e fu sepolto nella chiesa di Santa Croce a Opole.
Dopo la morte, il Ducato di Opole-Racibórz fu dunque ereditato da Giorgio di Brandeburgo-Ansbach. I beni mobili furono trasferiti a Vienna.

## Ascendenza
|                            |                            |                                              | Genitori                            |  |  | Nonni |  |  | Bisnonni                 |  |  | Trisnonni               |  |
|                            |                            |                                              |                                     |  |  |       |  |  | Bolko III, duca di Opole |  |  | Bolko II, duca di Opole |  |
|                            |                            |                                              |                                     |  |  |       |  |  | Bolko III, duca di Opole |  |  | Bolko II, duca di Opole |  |
|                            |                            | Elisabetta di Świdnica                       |                                     |  |  |       |  |  | Bolko III, duca di Opole |  |  |                         |  |
| Bolko IV, duca di Opole    |                            |                                              |                                     |  |  |       |  |  | Bolko III, duca di Opole |  |  |                         |  |
|                            |                            | Anna di Oświęcim                             | …                                   |  |  |       |  |  |                          |  |  |                         |  |
|                            |                            | Anna di Oświęcim                             | …                                   |  |  |       |  |  |                          |  |  |                         |  |
|                            |                            | Anna di Oświęcim                             | …                                   |  |  |       |  |  |                          |  |  |                         |  |
| Nicola I, duca di Opole    |                            | Anna di Oświęcim                             |                                     |  |  |       |  |  |                          |  |  |                         |  |
|                            |                            | …                                            | …                                   |  |  |       |  |  |                          |  |  |                         |  |
|                            |                            | …                                            | …                                   |  |  |       |  |  |                          |  |  |                         |  |
|                            |                            | …                                            | …                                   |  |  |       |  |  |                          |  |  |                         |  |
| Margherita di Görz         |                            | …                                            |                                     |  |  |       |  |  |                          |  |  |                         |  |
|                            |                            | …                                            | …                                   |  |  |       |  |  |                          |  |  |                         |  |
|                            |                            | …                                            | …                                   |  |  |       |  |  |                          |  |  |                         |  |
|                            |                            | …                                            | …                                   |  |  |       |  |  |                          |  |  |                         |  |
| Giovanni II, duca di Opole |                            | …                                            |                                     |  |  |       |  |  |                          |  |  |                         |  |
|                            | Enrico VIII, duca di Brieg | Ludovico I, duca di Brieg                    |                                     |  |  |       |  |  |                          |  |  |                         |  |
|                            | Enrico VIII, duca di Brieg | Ludovico I, duca di Brieg                    |                                     |  |  |       |  |  |                          |  |  |                         |  |
|                            | Enrico VIII, duca di Brieg | Agnese di Żagań                              |                                     |  |  |       |  |  |                          |  |  |                         |  |
| Ludovico II, duca di Brieg | Enrico VIII, duca di Brieg |                                              |                                     |  |  |       |  |  |                          |  |  |                         |  |
|                            |                            | Margherita di Masovia                        | Siemowit III, duca di Masovia       |  |  |       |  |  |                          |  |  |                         |  |
|                            |                            | Margherita di Masovia                        | Siemowit III, duca di Masovia       |  |  |       |  |  |                          |  |  |                         |  |
|                            |                            | Margherita di Masovia                        | Eufemia di Opava                    |  |  |       |  |  |                          |  |  |                         |  |
| Maddalena di Brieg         |                            | Margherita di Masovia                        |                                     |  |  |       |  |  |                          |  |  |                         |  |
|                            |                            | Federico I, principe elettore di Brandeburgo | Federico V, burgravio di Norimberga |  |  |       |  |  |                          |  |  |                         |  |
|                            |                            | Federico I, principe elettore di Brandeburgo | Federico V, burgravio di Norimberga |  |  |       |  |  |                          |  |  |                         |  |
|                            |                            | Federico I, principe elettore di Brandeburgo | Elisabetta di Meißen                |  |  |       |  |  |                          |  |  |                         |  |
| Elisabetta di Brandeburgo  |                            | Federico I, principe elettore di Brandeburgo |                                     |  |  |       |  |  |                          |  |  |                         |  |
|                            |                            | Elisabetta di Baviera-Landshut               | Federico, duca di Baviera-Landshut  |  |  |       |  |  |                          |  |  |                         |  |
|                            |                            | Elisabetta di Baviera-Landshut               | Federico, duca di Baviera-Landshut  |  |  |       |  |  |                          |  |  |                         |  |
|                            |                            | Elisabetta di Baviera-Landshut               | Maddalena Visconti                  |  |  |       |  |  |                          |  |  |                         |  |
|                            |                            | Elisabetta di Baviera-Landshut               |                                     |  |  |       |  |  |                          |  |  |                         |  |